# Comanches de Toulon
Uniformes
Les Comanches de Saint-Raphaël est un club de baseball et softball français localisé à Saint-Raphaël qui évolue dans le Championnat de France de softball féminin. L'équipe de softball féminin a remporté les championnats de France 2008, 2009, 2010, 2011, 2012, 2013, 2014, 2015, 2016, 2017, 2018, 2019 devenant le 2e club français le plus titré en softball féminin  après le club de Cavigal Nice sports baseball. L'équipe remporte aussi le Championnat Régional PACA en 2007, 2008, 2009, 2010, 2011, 2012 et 2013.
Les Comanches ont terminé 4e au championnat d'Europe des clubs 2010 et sont vice-championnes en 2011, 2012 et 2014. Elle remporte en 2015 le titre de championne d'Europe.
La victoire en 2015 promue le club en coupe d'Europe A, plus haut niveau européen, où l'équipe a réalisé une 7e place comme meilleure performance depuis 2016.

## Histoire
Vingt ans après sa fondation, le club est sacré Championnat de France à la suite de la finale gagnée face au champion en titre les BAT de Paris. Cette victoire permet aux Comanches de se qualifier pour la première fois de leur histoire à la Coupe d'Europe qui se dispute à l'occasion de ses trente ans d'existence à Dupnitsa en Bulgarie du 15 au 22 août 2009. Sur les dix équipes engagées l'équipe termine à une honorable cinquième place.
Pour leur deuxième participation au championnat d'Europe des clubs à Saint-Marin en 2010, les varoises échouent au pied du podium.
L'équipe toulonnaise dispute du 15 au 20 août 2011 la Coupe d'Europe et termine vice-championne d'Europe, battue malheureusement en finale 7 à 6 par les ukrainiennes de Nika Duhl.
Comme pour la saison dernière, les Comanches accèdent une fois encore en finale de la Coupe d'Europe qui se tient à Ostrava en République tchèque. Malheureusement l'équipe est nouvelle fois battue et s'incline 3 à 0 contre les suédoises de Skovde-Saint. En 2013, les Comanches s'incline face à l'équipe Suisse, les Eagles de Lucerne, en demi-finale de la Coupe d'Europe qui se tient à Doupnitsa en Bulgarie, terminant au pied du podium.
Pour la huitième année consécutive, les Toulonnaises remportent le titre de Championnes de France 2015, devenant le 2e club français le plus titré en softball féminin après le club de Cavigal Nice sports baseball,.
En 2018, le club se délocalise sur la collectivité de Saint-Raphaël afin de favoriser le développement du club. Depuis les raphaëloises ont gagné 2 titres de championnes de France de division 1, et 2 titres du challenge de France (équivalent de la coupe de France dans les sports majeurs).

## Palmarès
- Coupe d'Europe de softball féminin:
  - Champion (1) : 2015
  - Vice-champion (2) : 2011, 2012 et 2014
  - 7e place : 2016, 2017, 2018, 2019
- Championnat de France de softball féminin : 
  - Champion (9) : 2008, 2009, 2010, 2011, 2012, 2013, 2014, 2015, 2016, 2017, 2018, 2019
  - Vice-champion (1) : 2007
- Challenge de France féminin :
  - Champion (7) : 2018, 2019

### Entraîneurs
| Saisons     | Entraîneurs         | Adjoints | Titres                                                |
| ----------- | ------------------- | -------- | ----------------------------------------------------- |
| ? - 2012    | Olivier Leone       |          | Championnat de France de softball féminin 2008 à 2012 |
| 2013 - 2016 | Céline Lassaigne    |          | Championnat de France de softball féminin 2013 à 2015 |
| 2016 - 2017 | Sarah Jones         |          | Championnat de France de softball féminin 2016        |
| 2017-2019   | Céline Lassaigne    |          | Champion de France softball féminin 2017 à 2019       |
| 2019-2020   | Christophe Merigout |          |                                                       |

## Effectif actuel
- Entraîneur :  Christophe Merigout
- Ostéopathe :  Guillaume Colignon

 Effectif : 
| N° | Nom              | Poste                                        | Date de naissance | Nationalité | Sélection        |
| -- | ---------------- | -------------------------------------------- | ----------------- | ----------- | ---------------- |
| NC | Rosana Bembom    | 2e base                                      | 18/02/1998        | France      | Équipe de France |
| NC | Sarah Benchali   |                                              | 06/07/1990        | France      | Équipe de France |
| NC | Marion Bonaudo   | Joueuse de champ extérieur/Receveuse         |                   | France      | Équipe de France |
| NC | Marion Caratini  | 2e base/3e base                              |                   | France      |                  |
| 10 | Elsa Domanico    | Joueuse de champ extérieur/1re base          |                   | France      |                  |
| 4  | Charline Gartner | 3e base/Lanceuse/Joueur de champ extérieur   |                   | France      | Équipe de France |
| NC | Cindy Hébé       |                                              |                   | France      |                  |
| 21 | Raina Hunter     | 3e base/Lanceuse/Joueuse de champ extérieur  |                   | France      | Équipe de France |
| 17 | Sarah Jones      | 2e base/Receveuse                            |                   | Angleterre  |                  |
| 11 | Céline Lassaigne | Joueuse d'utilité                            |                   | France      |                  |
| 12 | Camille Lemaire  | 3e base/Arrêt-court                          |                   | France      |                  |
| 49 | Margaux Magnée   | 1re base                                     |                   | France      |                  |
| NC | Manon Marie      | 3e base/Receveuse/Arrêt-court                | 17/09/1995        | France      | Équipe de France |
| NC | Pauline Prade    | 2e base/Receveuse                            | 21/11/1992        | France      | Équipe de France |
| 15 | Camille Riera    | 3e base/Arrêt-court                          |                   | France      |                  |
| NC | Laurine Saurat   | 1re base/Lanceur                             | 18/09/1993        | France      | Équipe de France |
| NC | Aliénor Toumit   |                                              | 23/10/1990        | France      |                  |
| NC | Sabrina Uribe    |                                              |                   | France      |                  |
| 26 | Saloua Zouine    | 2e base                                      |                   | France      |                  |
| NC | Sophia Zouine    | 1re base/Lanceuse/Joueuse de champ extérieur |                   | France      |                  |

## Joueuses
| - Isabelle Andre - Audrey Baldassare - Sarah Benchali - Stéphanie Best - Rosana Bembom - Marion Bonaudo - Cindy Cauchi - Marion Caratini - Elsa Domanico - Charline Gaertner - Cindy Hébé - Lucile Hennebert - Raina Hunter |  | - Sarah Jones - Céline Lassaigne - Camille Lemaire - Margaux Magnée - Manon Marie - Carrie Pitcher - Pauline Prade - Camille Riera - Laurie Saurat - Vanessa Testini - Aliénor Toumit - Sabrina Uribe - Saloua Zouine - Sophia Zouine |